# Алексієвка (Переволоцький район)
Алексі́євка (рос. Алексеевка) — село у складі Переволоцького району Оренбурзької області, Росія.

## Населення
Населення — 218 осіб (2010; 216 у 2002).
Національний склад (станом на 2002 рік):
- росіяни — 83 %